# شاهنشاهی هخامنشی (کتاب)
شاهنشاهی هخامنشی (به انگلیسی: The Persian Empire) کتابی نوشته جان مانوئل کوک به تاریخ ۱۹۸۳ است که توسط مرتضی ثاقب فر در سال ۱۳۸۳ به فارسی برگردانده شد.

## فصل‌ها
1. ظهور مادها و پارس‌ها
2. منابع
3. کردارهای کوروش بزرگ
4. فرمانروایی کوروش
5. دهه بحرانی
6. کشور گشایی‌های داریوش
7. سرشت فرمانروایی داریوش
8. سازمان ایالات
9. کینه‌ورزی داریوش با آتنی‌ها
10. نیروهای مسلح و ارتباطات
11. لشکرکشی بزرگ خشایار شا
12. تاریخ شاهان بعدی هخامنشی
13. شاه و دربار
14. دین کهن ایران
15. کاخ‌ها و هنر
16. شهرب‌ها، هوپارخ‌ها و تیول داران
17. گستره شاهنشاهی ایران
18. حکایت هخامنشیان پسین[۱]

## پیشگفتار نویسنده
من در این کتاب فقط خواسته‌ام شکافی را پر کنم و هیچ‌گاه از نظر حجم یا دامنه مطالب قصد رقابت با کتاب تاریخ شاهنشاهی هخامنشی نوشته آلبرت اومستد را که پس از مرگش ۱۹۴۸ منتشر شد، نداشته‌ام اما پس از درگذشت اومستد کشفیات زیادی انجام گرفته و بسیاری اندیشه‌های جدید مطرح شده‌است. مطالبی که حذف کرده‌ام عمدتاً چیزهایی هستند که در کتاب اومستد ربط مستقیمی با تاریخ ایران نداشته‌اند و نیز نکته‌های فراوانی که اومستد به عنوان واقعیاتی قطعی مطرح کرده ولی اکنون معلوم شده که شماری ز آن‌ها مشکوک هستند و شماری دیگر باید به کلی کنار گذاشته شوند. کتاب‌های ایران از آغاز تا اسلام (۱۹۵۴) و ایران از آغاز تا اسکندر بزرگ (۱۹۶۴) نوشته رومن گیرشمن فرانسوی از اعتبار برخوردارند ولی آن‌ها نیز پر از حدس و نظریه‌پردازی هستند. تا جایی که ممکن بوده کوشیده‌ام میان حدس و واقعیت تمایز قائل شوم تا خواننده آن‌ها را با هم اشتباه نکند. در موارد کاملاً مربوط به قلمرو هخامنشیان — دودمانی که از ۵۵۰ تا ۳۳۰ پیش از میلاد بر شاهنشاهی ایران فرمان راندند — کوشیده‌ام با تکیه بر مهم‌ترین مراجع نوشته‌های جدید یادداشت‌هایی را بگنجانم؛ اما این کار را در مورد مناطق دوردست نسبت به قلمرو آن‌ها و موضوع‌های حاشیه ای انجام نداده‌ام.
در حدود ده سال گذشته تا حدی به برکت علاقه ای که به مناسبت برگزاری جشن‌های دوهزار و پانصدمین سال شاهنشاهی کوروش بزرگ برانگیخته شده بود و نیز انتشار لوحه‌های استحکاماتی تخت جمشید، کتاب‌های جدید منتشر شده دربارهٔ هخامنشیان دوبرابر شد. دو کتاب مهم تازه در این زمینه عبارتند از ایران در زمان نخستین شاهان هخامنشی (۱۹۷۶) از محمد داندامایف و داریوش پارسی (۱۹۷۶) نوشته والتر هینتس هر دو به زبان آلمانی. در مورد پیشینه ایران خواندن کتاب میراث ایران (۱۹۶۲، ۱۹۷۶) نوشته ریچارد فرای هنوز امری اجتناب ناپذیر است.
ناآگاهی من از زبان‌های مربوطه ناچارم کرد از منابع بابلی و مصری و اسناد آرامی و لوحه‌های عیلامی به صورت دست دوم استفاده کنم؛ در مورد کارهای باستان شناسان شوروی نیز چنین بود. من به ویژه وامدار محبت د.م. لوئیس هستم که با خواندن پیش نویس کتابم بسیاری از خطاهایم را یادآور شد، توصیه‌های ارزشمندی نمود، و کتاب‌ها و مقالاتی را که نمی‌شناختم یا در دسترس نداشتم به من معرفی کرد؛ همچنین در مورد بسیاری نکات از د.م. استروناک و مایکل کوک سپاسگذارم. سرانجام باید از سایمون هورن بلوئر که تصحیح نمونه‌های چاپخانه را بر عهده گرفت، و از جولیا کلرمن که عکس‌های کتاب را تهیه کرد و نسخه بدنمای مرا به کتابی درخور تبدیل نمود تشکر کنم.
پارسیان به سرزمین خودشان «پارسه» می‌گفتند که دقیقاً برابر با استان فارس کنونی است. در موارد نادری که پرشیا نوشته‌ام — که از پرسیای لاتین به ما رسیده‌است — منظور واحد جغرافیای سیاسی یا قدرت بزرگی است که ایرانیان به آن ایران می‌گویند. ایران (آریانا) سرزمینی است که ایرانیان سرزمین آریایی می‌نامیدند و در دوران باستان مرزهای جغرافیایی کاملاً مشخصی نداشت. ایالات ماد و پارس ضلع غربی آن در همسایگی بین‌النهرین را تشکیل می‌دادند. مرز شرقی آن احتمالاً در حوزه رود سند متوقف می‌شد، گرچه شاید در شمال خاوری به رود یاکسارتس (سیر دریا یا سیحون امروزی) می‌رسید. در جنوب جایی که امروزه بلوچستان می‌نامند گرچه جزئی از شاهنشاهی ایران بود ولی در شمار سرزمین اصلی محسوب نمی‌شد؛ این نکته در مورد سرزمین خوزیان (خوزستان کنونی که به عربی اهواز می‌گفتند) که معمولاً به آن جا عیلام گفته می‌شد و شوش پایتخت هخامنشیان در آن جا قرار داشت نیز صادق است.

## نقد
یشگفتار مترجم به بیان اهمیت راستگویی و بی‌طرفی در بیان حوادث تاریخی می‌پردازد. و بر این اساس به نقد نویسنده کتاب مانوئل کوک که اندیشمندی انگلیسی است و در آستانه قرن بیست و یکم زندگی می‌کند، می‌پردازد. پروفسور جان مانوئل کوک در جنگ جهانی دوم در یونان سرباز بوده و در آن جا شیفتگی بیش تری نسبت به یونان یافته‌است. سپس از ۱۹۴۶ تا ۱۹۵۴ مدیر مدرسه باستان‌شناسی بریتانیا در آتن شده و آن گاه از ۱۹۵۸تا ۱۹۷۶سمت استادی تاریخ و باستان‌شناسی را در دانشگاه بریستول بر عهده گرفته‌است. مترجم معتقد است که نویسنده شیفتگی خود نسبت به یونان را در کار علمی و تاریخ‌نگاری خود دخالت داده و به پیروی از سیاست اروپاییان در دو سده اخیر علاقه به یونان و دشنام به شرق را سر لوحه نوشته خود قرار داده‌است. از این رو به تحریف واقعیات، دست‌چین کردن بدترین تهمت‌های یونانیان به ایرانیان و نادیده گرفتن واقعیات دینی، اجتماعی و سیاسی جامعه ایران پرداخته‌است. یکی از طرفدارانه نویسنده در انتخاب منابع است. وی خود در بخش منابع به این نکته اشاره می‌کند: در این فصل منابع تاریخ هخامنشی به سه دسته تقسیم می‌شوند: دسته اول: عهد عتیق که آن را به دلیل مذهبی بودن، افسانه پردازی و بی‌اعتباری می‌داند.
دسته دوم: کتیبه‌های ایرانی که همه آن‌ها را تبلیغات و حتی دروغ و فاقد ارزش معرفی می‌کند.
دسته سوم: نوشته‌های یونانیان و در رأس آنان هرودوت که خود موضعی خصمانه نسبت به هخامنشیان داشته‌است، منبع اصلی او است و به نظر او ارزش مراجعه و استناد دارد.
مترجم در جای جای کتاب و در پاورقی دربارهٔ موضع‌گیری‌های نویسنده نظریاتی را آورده و به نقد و تحلیل گفته‌های وی پرداخته‌است.
مقدمه نویسنده بین انگیزه وی از نگارش کتاب است.
ایشان معقتد است که قصد داشته شکافی را پر کند و هیچ‌گاه از نظر حجم و دامنه مطالب قدس رقابت با کتاب «تاریخ شاهنشاهی» نوشته «اومستد» را نداشته‌است. وی معتقد است بعد از اومستد کشفیات زیادی انجام گرفته و اندیشه‌های جدید مطرح شده که باید مورد توجه قرار گیرد. همچنین کتاب‌های «ایران از آغاز تا اسلام» و «ایران از آغاز تا اسکندر بزرگ» نوشته رومن گیرشمن فرانسوی را نیز پر از حدس و نظریه‌پردازی می‌داند و معتقد است که با تکیه بر بهترین مراجع نوشته‌های جدید یادداشت‌هایی را اضافه کرده‌است.
از منابع بابلی و مصری و اسناد آرامی و لوحه‌های عیلامی و همچنین کارهای باستان شناسان شوروی، به صورت دست دوم استفاده کرده‌است.